# 阿莫斯·吉泰
阿莫斯·吉泰（希伯來語：‎；1950年10月11日—）是以色列電影導演與編劇，他的作品多以中東與以巴衝突為題材。

## 生平
阿莫斯·吉泰母親是位教師，父親則是二次大戰前從國立包浩斯學校畢業的德國建築師，移民到以色列後成為該國重要的建築師之一，曾參與設計以色列猶太大屠殺紀念館。阿莫斯·吉泰自以色列理工學院建築系畢業，並前往美國取得加州大學柏克萊分校建築學博士學位；在美求學期間，1973年他曾因贖罪日戰爭爆發而返國服兵役，在直升機救援小組服役期間，他以8mm攝影機紀錄戰爭實況，他日後表示這個經驗導致他後來投入電影工作。
他曾以《禁域之戀》(1999)、《贖罪日》(2000)、《凱德瑪》(2002)和《自由地帶》(2005)四度進入坎城影展正式競賽單元；另外他也以《柏林-耶路撒冷》(1989)、《觸動心弦》(2001)、《阿麗拉》(2003)、《應許之地》(2004)、《我是阿拉伯人》(2013)與《拉賓，最後一日》(2015)六度進入威尼斯影展正式競賽單元。

## 電影作品

### 劇情長片
- 1989:《柏林-耶路撒冷》(Berlin-Jerusalem)
- 1999:《禁域之戀（法语：Kadosh）》(קדוש)
- 2000:《贖罪日（法语：Kippour (film)）》(כיפור)
- 2001:《觸動心弦》(עדן)
- 2002:《凱德瑪（法语：Kedma (film)）》(קדמה)
- 2003:《阿麗拉（英语：Alila）》(עלילה)
- 2004:《應許之地（英语：Promised Land (2004 film)）》(הארץ המובטחת)
- 2005:《自由地帶（法语：Free Zone）》(אזור חופש)
- 2007:《被遺忘在加薩走廊的少女（英语：Disengagement (film)）》(Désengagement)
- 2013:《我是阿拉伯人（英语：Ana Arabia）》(אנה ערביה)
- 2015:《拉賓，最後一日（英语：Rabin, the Last Day）》(רבין, היום האחרון)

## 外部連結
- 阿莫斯·吉泰在互联网电影资料库（IMDb）上的資料（英文）